# Okręg Poczdam
Okręg Poczdam (niem. Bezirk Potsdam) – okręg administracyjny w dawnej Niemieckiej Republice Demokratycznej.

## Geografia
Okręg położony w centralnej części NRD.

### Podział
- Poczdam
- Brandenburg an der Havel
- Powiat Belzig
- Powiat Brandenburg
- Powiat Gransee
- Powiat Jüterbog
- Powiat Königs-Wusterhausen
- Powiat Kyritz
- Powiat Luckenwalde
- Powiat Nauen
- Powiat Neuruppin
- Powiat Oranienburg
- Powiat Poczdam
- Powiat Pritzwalk
- Powiat Rathenow
- Powiat Wittstock
- Powiat Zossen

## Polityka

### Przewodniczący rady okręgu
- 1952–1953: Curt Wach (1906–1974)
- 1953–1957: Josef Stadler (1906–1984)
- 1957–1960: Herbert Rutschke (1905–1978)
- 1960–1962: Franz Peplinski (1910–1991)
- 1962–1971: Herbert Puchert (1914–)
- 1971–1974: Günter Pappenheim (1925–)
- 1974–1977: Werner Eidner (1923–)
- 1977–1990: Herbert Tzschoppe (1927–)

### I sekretarzSEDokręgu
- 1952–1955: Kurt Seibt (1908–2002)
- 1955–1957: Eduard Götzl (1921–1986)
- 1964–1976: Werner Wittig (1926–1976)
- 1976–1989: Günther Jahn (1930–)
- 1989–1990: Heinz Vietze (1947–)